# Sítio de ligação ao ribossomo alfa do operon
O sítio de ligação ao ribossomo alfa do operon nas bactérias é cercado por esta estrutura complexa de RNA em pseudonó. A tradução do mRNA produz 4 produtos de proteína ribossômica, um dos quais (S4) atua como um repressor de tradução ligando-se à região aninhada do pseudonó. Pensa-se que o mecanismo de repressão envolva um interruptor conformacional na região do pseudonó e aprisionamento do ribossoma.